# 한지 조에
한지 조에(독일어: Hange Zoe 항에 초에(독일식 발음: 항에 초에), 일본어: ハンジ・ゾエ Hanji Zoe, 한지 조에[*], 영어: Hange Zoë)는 만화 《 진격의 거인 》에 등장하는 인물이다. 파라디섬 엘디아국의 제 12대 ~ 제 13대 단장인 키스 샤디스와 에르빈 스미스 휘하에서 한지 분대를 이끌던 분대장이었다. 분대 부지휘관인 모블릿 버너 (Moblit Berner)를 충직한 보좌관으로 두었었으며 분대원이었던 니파와 케이지의 직속 상관이었다. 파라디섬에서는 유일무이한 최상위 거인 과학 연구의 권위자이다. 거인과 아직도 알 수 없는 미지의 세상을 향한 왕성한 열정과 호기심을 가진 당차고 똘기 넘치는 괴짜 천재 학자이다. 난생 처음 보는 신기한 거인만 보면 발광하듯 뛰쳐나가 괴성을 지르는 광기&똘끼 충만한 괴짜 같지만 본질적으로는 불의를 참지 못하는 정의감과 엄청난 실행력을 지닌 자기확신형 인물. 중요한 순간에는 진지하게 고뇌할 줄 알고 인류를 위해 심장을 기꺼이 바칠 수 있는 고귀한 긍지와 정신력을 가진, 뼛속까지 진성 조사병의 표상이다. 언뜻 보면 정상적이지만 한지 역시 명암이 명확한 진격의 거인 인물들처럼 내면의 어두움, 잔혹성을 간직한 인간으로 도덕성 여부와 별개로 목표를 위해선 온갖 수단과 방법을 가리지 않는 집요함과 냉혹함도 보인다. 젤 사네스나 랄프처럼 잔인한 고문을 서슴지 않는 적들에게는 '눈에는 눈, 이에는 이'라는 식으로 가차없는 몇 배를 되갚아 처참하게 고문으로 단죄하고 고문당하는 대상이 괴로워하는 모습을 즐기며 농담까지 하는 새디스트적인 어두운 면을 가졌다.
포니테일 자줏빛 붉은 장발 수없이 많은 방벽 외부 조사 중에 수많은 무구의 거인들을 생포하여 거인에 대한 많은 생태학적 정보를 얻어 거인의 정체 연구에 큰 기여를 한 우수한 학자 겸 군인이다. 무기 제작에도 눈부신 능력을 가진 천재적인 공학자 및 무기 개발자이기도 해서 왕정 쿠데타 때에는 기득권 귀족들이 숨긴 진보된 기술력을 바탕으로 신형 대거인용 결전병기인 뇌창을 발명했으며 벽의 기둥 사이 사이에 무구의 거인을 유인해 단두대처럼 목을 쳐죽이는 지옥의 처형인도 개발했다. 월 마리아 최종 탈환 작전에는 갑주의 거인의 토벌 작전을 지휘했으며 막판에 갑주의 거인의 오른쪽 걸쇠에 뇌창을 날려 미카사가 마지막 일격을 가할 수 있도록 큰 공을 세웠다. 에르빈 스미스 사후 조사병단의 제 14대 단장으로 승진했다. 단장의 직위에 오른 뒤에는 마레에서 온 반 마레파 의용병과의 교류를 성사시켜 섬의 후진된 기술을 발전시키고 파라디 섬에 기관차, 항구, 무전기 같은 교통 수단을 안착시켰다. 854년에 제국주의를 주장하는 예거파로 인해 위협을 받았지만 끝까지 살아남아 땅 고르기를 발동한 엘런을 막기 위해 마레와 파라디 섬의 공동 연합 전선을 이루게 된다.

## 공식 능력치
| 공식 능력치 | 수치 |
| ----------- | ---- |
| 지혜        | 11   |
| 두뇌전      | 10   |
| 협조성      | 8    |
| 행동력      | 10   |
| 격투술      | 7    |
| 평가        | A+   |

## 작중 행적

### 첫등장
미케와 함께 감옥에 연금되어 있던 엘런을 꺼내주면서다.엘런을 다리우스 작클리 총통이 주관하는 재판장으로 데려가면서 그에게 "네가 생각하는 것을 그대로 말하면 돼. 일방적이지만 우리는 너를 맹신하는 수 밖에 없어"라고 충고한다. 이후 재판장에서 리바이에게 맞은 엘런을 보살펴 주는데, 엘런의 뽑힌 이빨이 다시 나있는 것을 보고 "이가 다시 났어.."라며 상당한 충격을 받는다.
엘런이 어째서 그런 일을 벌이는가를 물어보자, 증오를 바탕으로 공격하는 것은 이미 오래전부터 해왔으며, 기존의 견해와는 다르게 거인을 바라보고 싶었다면서 자신의 신념을 진솔하게 말한다. 이에 감탄한 엘런은 그에게 설명을 더 부탁하고 결국 날이 꼴딱 새버릴 때까지 한지의 이야기를 듣고 있어야 했다. 낮이 갠 후에도 계속해서 엘런에게 뭔가를 말하려고 했지만, 자신의 실험용 거인인 소니, 빈이 피살되었다는 소식에 사체 앞에서 머리를 부여잡고 오열한다.
6권부터 등장인물 소개란에서도 등장한다. 6권 중후반, 엘런이 우연찮게 몸의 일부분을 거인화하자 그 굉음에 무슨 일이냐며 뛰어오다가 상황을 목격하고 굉장히 흥분하며 거의 날 듯이 뛰어오른다. 그 후 엘런을 완전히 신용하지 못한 대원들이 그를 경계하고 있었지만 다른 사람들이 뭘 하든 간에 뛰어와 엘런에게 거인화된 팔을 만져도 조르다가 팔을 만져 엄청나게 뜨거운 것을 느끼고 환호한다. 이윽고 엘런이 팔을 빼내 거인화된 팔이 사라지자 머리를 뜯으며 굉장히 아쉬워하다가 팔이 쥐고 있는 스푼을 보고 무언가 깨달은 표정을 짓는다. 나중에 그 스푼을 들고 등장하여 엘런의 이때까지의 거인화는 무언가 목적의식으로 인해 이루어졌으며 이번의 거인화도 이 스푼을 줍기 위해 거인화되었을 뿐, 다른 대원들을 공격하기 위해 거인화한 것이 아니라고 다른 대원들을 진정시킨다.
7권에서 포획한 여성형 거인에게 쐐기를 박으면서 등장. 하지만 여성형 거인이 포효 명령을 내려 사방에 산재한 무지성 거인들을 소환시키자 속수무책으로 후퇴할 수 밖에 없었다. 이후 에르빈과 함께 말을 타고 후퇴하면서 특별 작전 반에게 보급 명령을 내린 이유를 묻는다. 그 답은 '우리와 같은 장비를 가지고 있는 적이라면, 병사들 사이로 잠입할 가능성이 있기 때문'이라고 한다.
8권에서 애니가 포획 직전 결정화되어 버려 화가 단단히 난 한지 분대 소속의 병사인 케이지를 진정시키며 등장. 하지만 본인도 이대로 애니에게 정보를 얻어내지 못하게 된다면 뭐가 남게 되냐면서 상당한 공황 상태가 된다. 그러나 직후, 여성형 거인이 부순 벽 안에 50m짜리의 초대형 거인이 있는 것을 발견하고 경악하며 모든 벽 안에 거인이 있는 게 아닌가 생각하다가 빨리 거인을 햇빛으로부터 차단하라는 닉 사제의 말을 듣고 깨진 벽을 수습한다. 이후 닉 사제를 벽 위에서 떨어뜨리겠다고 위협하며 그를 추궁하고, 그가 끝까지 핵심을 말하지 않자 장난이였다면서 그를 팽겨쳐 버린다. 하지만 처음으로 벽을 나갔을 때처럼, 무섭다라고 말한다.
이후 우트가르드 고성에서 고립된 104기 훈련병단 출신 신병들을 구출한 후 방벽 위에서 갑자기 갑옷 거인과 초대형 거인이 정체를 밝히고 거인화하여 엘런을 납치하려고 들자 자신이 직접 나서서 현장에 있는 모든 조사병단원들을 지휘하여 초대형 거인을 공격한다. 그러나 초대형 거인이 대량의 증기를 뿜으며 방어태세에 들어가자 초대형 거인 공격은 포기하고 갑옷 거인과 맞서는 엘런과 미카사를 지원하기 위해 일부 병사들을 데리고 방벽 밑으로 내려간다. 그러나 하필 근처에 초대형 거인이 낙하하면서 내뿜은 강력한 열풍에 휘말려 중상을 입고 만다.
45화에서는 초대형 거인의 공격으로 중상을 입고 같이 내려간 병사들과 함께 정신을 잃은 채로 치료받느라 엘런을 구출하기 위한 별동대에 가담하지는 못했다. 그러나 엘런 예거 탈환 부대가 출발하기 직전 간신히 깨어나서는 갑옷 거인의 행방을 추리하여 에르빈 스미스에게 알려 주었다. 화상을 입어 일어나지도 못한 채 엎드려서 간신히 작전 제안만 하고 작전에 참가하지는 못했다.
큰 화상은 아니었는지 51화에서 완치가 되어 월 로제를 정찰한 후 에르빈과 픽시스에게 그간 보고를 하는 것으로 재등장. 코니 슈프링어의 고향 마을인 라가코 마을을 방문, 코니의 집에 누워있는 거인이 코니의 모친인 것을 확인하고 월 로제에서 발생한 거인의 수와 리카쿠 마을 주민들의 수가 일치한 것으로 거인의 정체가 인간인지 모른다는 것과 거인들의 약점이 원래 인간의 뇌와 척추까지의 크기인지도 모른다는 가설을 세우게 된다. 그리고 자신이 여태까지 자신이 해왔던 거인 실험이 사실은 인간을 대상으로 한 것일지도 모른다는 생각에 죄책감을 느끼는 듯한 모습을 보였다.
52화에서 닉이 '강도에게 살해당했다'는 왕도(王都)헌병단원의 이야기를 듣고 당황하지만 이내 그들이 닉을 고문하고 살해한 진범임을 간파한다. 그리고 닉을 죽인 헌병단원들에게 "넌 반드시 내 친구가 받은 것보다 더한 고통을 겪으며 살게 될 것이다!!"는 말을 면전에서 선언한다. 중앙과 월교, 헌병단이 엘런과 히스토리아를 노리고 있다는 정황 증거 때문에 리바이에게 엘런의 존재를 당분간 숨겨 보호하자는 제안을 하지만 리바이에게 반박당한다. 그리고 리바이의 2가지 제안(배후에서 파고 들어오는 적대세력을 피해 벽 밖으로 나가 월 마리아의 구멍을 막든가, 적대세력을 먼저 처리하고 벽 밖으로 나가든가)에 두 방안을 동시에 추진한다는 결론을 내린다. 이에 리바이는 '에르빈이라도 그렇게 말했을 거다'라는 평가를 내렸다.
53화에서는 엘런에게 거인화 실험을 지속적으로 하게 하다가 엘런이 폭주, 거인의 육체와 동화될 뻔한 불상사가 발생, 자칫하면 미카사에게 죽을 뻔했다. 본인 스스로 언급. 그리고 리바이가 독설을 퍼붓자 분위기를 무마하려고 좋게 해석해주기도 했다. 그리고 54화에 리바이와 함께 닉을 살해한 혐의가 있는 중앙 현병 중 한 명인 사네스를 고문할 준비를 마친 상태였고, 결국 55화에서 닉이 당했던 고문을 그대로 돌려주었다. 뭘 물어보기도 전에 일단 손톱을 모조리 뽑아버리고 시작한 뒤, 리바이의 구타에 이어 한지는 생니를 뽑기도 했다. 사네스는 "너희만큼 신나서 남에게 고통을 주는 놈들은 처음 본다"며 전율했다. 그리고 다음 달 2일차 고문에서 한지는 성 고문을 할 준비를 마친 상태였으나, 동료의 싱거운 배신에 절망한 사네스가 진실을 폭로함에 따라 무위로 끝났다.
이후 57화에서는 엘런에게서 들은 유미르와 베르톨트의 대화 이야기를 토대로 엘런의 "포효" 능력에 대해 가설을 세우고 왕정의 목적을 추론, 정리하여 '레이스가가 엘런을 잡아먹으려 한다'며, "거인이 된 인간은 거인화 능력이 있는 사람을 먹어야만 다시 인간으로 돌아올 수 있고, 먹힌 인체로부터 "거인화를 통제하는 능력"을 얻을 수 있다"는 말에 에르빈에게 전달한다. 즉,엘런은 그릇이고 그 그릇은 얼마든지 바뀔 수 있다는 것. 게다가 만약 왕정이 엘런의 "포효" 능력을 노리고 있다면 그 힘을 고분고분하지 않은 엘런에게 가만히 넣어 둘 리 없고 그들이 부리기 쉬운 누군가에게 옮기려 할 것이라고도 예측한다. 왕정부에 귀한 엘런이 안전할 것이라는 전제하에 계획을 세웠는데 그 계획이 대폭 틀어지게 된 것이다. 바로 그때 중앙 제 1헌병단에 의해 에르빈이 소환되게 되고, 에르빈은 한지에게 조사병단장 단장직을 위임한다.
60화에선 간만에 등장, 중앙 헌병단을 주인공으로 소설을 쓰는 신문사에 모습을 드러내 자신들을 취재해 줄 것을 요구. 원래는 죽은 조사병단의 군인들에 대해 찌라시를 남발해대는 걸 보고 꼭지가 돌은 한지가 신문사 직원들의 손들을 다시는 못 쓰게 만들어 주려고 온거지만 신문사 역시 어쩔 수 없어서 기사들을 쓰고 있다는걸 알게 되자 그냥 넘어갔다. 이후 디모 리브스의 살아남은 아들 플레겔을 미끼로 헌병단의 속사정을 트로스트 구의 시민들에게 고발하는데 성공한다. 그러나 아직도 목숨 걸고 기사화할 것에 망설이는 기자들을 보고 무언가를 생각하며 끝.
64화에서는 리바이 및 엘런 예거, 히스토리아 레이스를 제외한 리바이반의 대원들과 함께 로드 레이스의 본거지에 잠입을 시도하던 중에 중앙 헌병단과 조우하게 된다. 이후 중앙 헌병단이 포진해 있는 장소를 파악하고 그곳에 가스가 담긴 가스통을 굴려넣은 뒤 불을 붙여서 의도적으로 폭발을 일으켜 연기를 내어 적을 교란시키는 작전을 잘 활용해서 수적 열세를 극복했지만, 도중에 중앙 제1헌병단 대인 입체 기동 제압 부대 부지휘관인 트라우테 카펜이 발사한 대인입체기동장치의 앵커에 오른쪽 어깨를 직격으로 꿰뚫렸다. 앵커는 대인입체기동장치가 되감기는 힘에 의해 바로 뽑혔지만, 그 반동으로 인해 한지는 기둥으로 날아가 세게 부딪힌 후 바닥으로 떨어져 중상을 입고 말았다. 이후 아르민에 의해 보호를 받는 것을 보아 죽지는 않은 모양. 45회에서 초대형 거인의 증기로 인한 중상을 입은지 얼마 지나지 않아 또다시 중상을 입었다. 게다가 앵커를 맞은 부분이 어깨 쪽이라 팬들은 한쪽 팔을 못쓰게 되는 것 아니냐며 걱정했지만 다행히 그리 큰 부상은 아니라 멀쩡히 대화 정도는 하는 모습을 보여주었다.
71화에서는 조사병단 전 단장 키스 샤디스가 자진 사임한 건에 대한 진실을 샤디스의 입으로 듣고 실망하여 독설을 퍼붓다가 엘런에게 저지받았는데, 72화에서 드러난 바에 따르면 한지는 샤디스가 가진 벽 바깥 세계에 대한 열망과 열정을 존중하고 동경했었던 모양. 그래서 샤디스가 실제로는 조사병단의 건투와 인류의 대의를 위해서가 아니라 개인의 욕심과 절망에 따라 움직였다는 것에 크게 실망한 것으로 보인다.
이후 월 마리아 최종 탈환 작전에서 리바이가 신병들을 이끌고 거인들을 처리하는 동안 갑옷 거인과 교전하는 엘런에게 원호 사격을 수행, 신무기 뇌창을 사용해 갑옷 거인을 매장한다.
78화에서 초대형 거인이 일으킨 폭발에 모블릿과 함께 휘말렸다.
82화에서 갑옷 거인의 턱에 뇌창을 날리며 등장한다. 한쪽 눈을 다쳤다.
84화에서 살아남은 경황이 알려지는데, 베르톨트가 거인화할 당시 보좌관이었던 모블릿에 의해 근처의 우물로 던져졌고, 폭발은 피할 수 있었으나 처참한 폐허 속에서 혼자 살아남은 것을 보고 멘붕에 빠진다. 또, 대신 희생한 모블릿이 폭발 열기를 비롯한 파편에 휩쓸리는 걸 맨눈으로 끝까지 지켜봐 왼쪽 눈이 실명된다.
이후 아르민이 아닌 에르빈을 살리려고 하는 리바이를 막아서는 미카사를 제지하며 등장. 조사병단은 거의 괴멸 상태이며, 이 상황에 인류 최후의 희망의 상징인 에르빈을 잃어 버리게 되면 벽 안의 희망의 등불이 꺼져 버리게 된다면서, 아르민에 비해 경험이 많고 통솔력이 있는 에르빈을 살리는 것을 택한다. 반발하는 미카사에게 '나에게도 되살리고 싶은 사람들이 있어..몇백 명이나...조사병단에 들어온 날부터 작별의 연속이었지. 하지만 너도 알고 있잖아? 누구에게나 언젠가는...작별의 날이 온다는 걸... 그런 건 정말 받아들이기 힘들어. 제정신을 유지하기 힘들 만큼 말이야. 괴롭고 또 괴로울 거야...나도 알아. 그럼에도 우리는 앞으로 나아가야만 해.'
라고 설득하며 미카사가 결국 아르민을 거의 포기하기까지 만든다. 하지만 에르빈의 마지막 말을 들은 리바이가 마음을 바꿔 아르민을 살리자 에르빈의 곁에서 그의 임종을 지켜본다.
그리고 에르빈이 자신이 죽을 시 후임 단장직을 한지에게 넘긴다고 했으므로 14대 조사병단 단장이 되었다. 병단의 베테랑 인원들은 물론이고 새로 들어온 신병들까지 다수의 인력을 잃은 현 상황에서 단장직을 이어 받았으므로 상당한 부담을 느끼고 있다. 하지만 자신은 자신대로 할 수 있는 일을 하겠다며 자신과 비슷한 기분을 느끼는 아르민을 격려해 준다.
이후 리바이, 엘런, 미카사와 같이 엘런의 집 지하실로 향하고 지하실에서 그리샤 예거의 일기장을 발견하게 되며 벽 밖의 인류에 대해 알게 된다. 그리고 남은 인원들과 함께 벽 안으로 귀환하게 된다. 그리고 새로운 단장으로 임명 받았다.

### 852년

#### 의용병단과의 접견 및 교류
851년, 시조 탈환 작전 실패 이후 파라디 섬을 정찰하러 온 선견대이자 마레 해군의 제1조사선을 어떻게든 사로잡은 다음 에렌으로 하여금 진격의 거인의 힘으로 섬 해변에 상륙하려는 제 2조사선의 선박을 들어매치게 한다. 그리곤 진격의 거인을 보며 공포에 휩싸인 제 2조사선대를 향해
| “ | "안녕하십니까!! 마레에서 오신 관광객 여러분!! 제 이름은 한지라고 해요!! 저희 섬을 관광하러 늦은 밤까지 와 주신 손님들을 배웅하려고 찾아 왔습니다!!" | ” |

라고 외치는 퍼포먼스를 벌이고는 화목하게 앉아 차라도 한 잔 마시자고 친근하게 말을 걸어온다. 수갑을 채운 선견대의 일원인 니콜로를 "아, 그리고 먼저 와 주신 분하고 친구가 됐지 뭐예요!"라고 끌어 당긴다. 당연하지만 누가 봐도 친구가 생겼다고 자랑하는 게 아닌 명백한 협박 겸 인질극이었다. 한지에게 끌어당겨진 니콜로는 자포자기의 심정으로 나 따윈 죽든 말든 이 앞의 악마를 쏘라고 필사적으로 외치자 "지금 무슨 소릴 하는 거냐!?"고 땀 흘리며 당황한다. 결국 대장이 망설임을 뿌리뽑고 결사항전을 지속하려고 하자 한지는 경악하면서도 "아, 그러셔!? 뒤에 있는 거인은 어쩌고? 내 말 듣지 않으면 너넨 모두 뒤질 텐데?"라고 도발하지만 도발은 소용이 없었다. 결국 죽기를 각오한 제 2조사선대장이 총구를 겨누며 유혈 사태가 벌어질 뻔한다. 그때 상관을 쏘라는 지크 예거의 명령을 하달받은 직속 보좌관 및 의용병단 단장 옐레나가 대장을 헤드샷으로 사살하고 오니안코폰을 비롯한 의용병들까지 주변 병사들을 제압하고 모든 총기를 바다에 내던지면서 상황은 일단락된다. 그리곤 아무렇지도 않은 담담한 태도로 제2조사선대장이 거부한 한지의 "홍차 마시자는" 제안을 대신 수락하며 초대해 주셔서 고맙다는 옐레나의 말 한 마디에 놀라움을 금치 못한다.
제2조사선대의 병사들까지 조사병들의 감시 하에 두고 리바이와 둘이서 해변 근처의 막사에서 대화를 나눈다. 대화 중에 "한 번 격발하면 자동적으로 밑에 있는 총탄이 자동적으로 장탄되는 구조"로 된 연발식 자동권총이자 마레 보병의 표준 장비이기도 한 마우저 C96를 만져 보며 몹시 신기해 한다. 그리고 옐레나와 오니안코폰을 통해 마레군 육군 사단 편성 수와 중동 연합과 전쟁 중인 마레군의 현황, 막강한 군과 기술력을 가진 마레군이 왜 오랫동안 에르디아국을 직접 침공하지 않았는지를 설명 듣고, 두 사람이 짐승 거인의 전사 지크 예거의 부하이자 엘디아의 해방을 모색하는 레지스탕스, 반 마레파 의용군임을 알게 된다. 그리고 옐레나가 준 지크의 서류 문서를 월 시나의 사령부까지 가져가 그가 내건 요구 사항 등을 전달한다. 주된 조건은 "이복 동생인 에렌과 만나게 하는 것."과 그에 따라 앞으로 의용병단이 제공할 물건들이 다음과 같다.
파라디 섬의 안전을 보장할 것.무기를 시작으로 최신 기술을 제공할 것.우리를 도와 줄 우호국과의 교두보를 담당할 것.마레에 대한 조사 및 정보 공작 지원에 적극적으로 협조할 것

나일 단장을 비롯한 헌병단의 반대에 부딪히지만 세계에 비해 기술도 문명도 뒤떨어진 엘디아국의 입장에선 의용병들의 도움은 절대적이라고 의견을 밀어붙인 끝에 교류를 성사시킨다. 그리고 에렌이 프리츠 왕가의 후손이자 지크의 모친 다이나 거인과 접촉해 처음으로 시조의 힘을 개방한 경험을 예로 들어 근거를 실어 넣자 '땅 고르기'에 대한 확신을 얻는다. 임시 동료가 된 옐레나가 나중에 무선 통신으로 뒤따라온 나머지 조사선대가 올라탄 구축함 30척을 함정으로 유인하여 아르민의 초대형 거인으로 제압하고 그들에게 주거권과 노동권을 부여한다. 자의 반, 타의 반 엘디아국으로 전향한 마레의 공병들과 교류하면서 타국과의 물자 교류에 필요한 항구의 설계 및 건설 작업에도 매진한다. 특히 같은 공학 계열인 오니안코폰하고는 궁합이 잘 맞아서 의용병 중에서도 가장 가깝고 친밀한 사이를 유지한다. 하지만 편리한 도움을 주고 받으면서도 여전히 지크와 의용병단(특히 옐레나)를 의심했기에 에렌에 한해서는 접근 금지시키는 등 무슨 일이 있어도 절대 에렌과 말 한 마디도 나누지 못하게 했다.

#### 아즈마비토 키요미와의 외교 거래
852년에 마침내 항구가 완공된 후 지크와 밀거래를 나눈 히즈루국의 대사이자 아즈마비토 가문의 수장 아즈마비토 키요미와 접선한다. 병정에서 미카사가 오른팔 손목에 아즈마비토 가문의 표식을 가지고 있다는 점이 드러나면서 그가 히즈루국의 황태녀 정도 되는 거물임을 알게 된다. 하지만 '한민족 공동체'라는 민족적 정체성이 100여 년 간 박혀 있었던 파라디 섬의 사람으로선 아직 '국가'라는 개념에 익숙해 있지 않은지라 "국가라는 게 뭔지 도통 모르겠어..."라는 한 마디째로 당황함을 표한다. 그리고 키요미가 전달한 지크의 비책 문서를 전해 받는데 

1).1회성 소규모 땅 고르기로 세계를 압박해 향후 50년 간 침공하지 말라는 협약을 받아내는 것.
2). 싫다면 '땅 고르기'를 유지할 용도로 프리츠 왕가 최후의 후손은 짐승 거인의 후계자를 임신해야 한다는 것.

한지는 히스토리아를 희생해서라도 엘디아를 구하고 싶지 않았고 이는 다른 이들도 마찬가지라 일단 정해진 유예 기간 안에 다른 대안을 강구하기로 결론이 난다. 히즈루국은 '땅 고르기'와 '빙폭석'이 아니라면 엘디아국과 교류하지 않겠다는 입장이라서 마냥 믿을 수 있는 지원군도 못 돼 리바이와 함께 해외에 있는 엘디아 인 인권 단체의 존재도 파악하지만 이들조차 도움이 되긴 힘든 판이라 조사병단을 이끌고 마레국에 잠입한다는 아이디어를 세운다.

### 854년

#### 10개월 뒤
그러나 2개월쯤 지나 히스토리아가 병단이 지크를 왕에게 먹이려 한다는 옐레나의 설득으로 갑자기 임신을 택하고, 플록의 중개를 받아 옐레나와 밀담한 사건을 계기로 뭔가 큰 결심을 한 에렌이 쪽지 한 장만 남기고 마레로 떠나버린다.
나중에 발견한 쪽지로 에렌의 독단을 알아챈 한지와 조사병단은 에렌을 도로 빼내기 위해 마레로 잠입하고, 팔코 그라이스를 통해 한 달 간 보낸 서신으로 교류했다. 그러다가 빌리 타이버의 연설식 당일 레벨리오 전투를 일으킬 거라는 에렌의 메시지를 받고 레벨리오로 집합해 지크와 에렌이 전퇴의 거인만 무사히 빼내면 파라디 섬으로 돌아가기로 한다.
마레의 군함을 초대형 폭발로 박살낸 아르민을 태우고, 오니안코폰과 마레군으로부터 몰래 노획한 비행선을 몰고 오며 마레의 레벨리오 수용구로 저공 비행해 온다. 그 비행선은 마레군에게서 탈취한 전리품으로 전퇴의 거인 탈환 작전만 무사히 끝내면 동료들과 함께 엘디아국으로 귀향하고자 하는 용도로 훔친 것이었다.

#### 레벨리오 전투
예정된 대로 아르민을 무사히 비행선에 태운 후 이대로 전투가 끝나고 레벨리오에 있는 조사병단만 비행선에 데리고 가야만 비로소 작전이 성공한다는 말을 한다. 동시에 이런 위험천만한 계획을 고안해 낸 아르민을 두고 에르빈의 망령에 씌인 게 아닌가 하는 농담 반, 진담 반으로 물어 보지만, 아르민은 그랬으면 좋겠지만 조사병단 모두를 데리고 가지 않으면 작전은 실패로 귀결된다고 말할 뿐이었다. 전퇴의 거인 탈취가 우여곡절 끝에 성공한 직후 일행이 비행선에 탑승하고 비행실에서 나와 리바이가 빼돌린 지크에게 "결국 작전대로 된 겁니까? 지크 예거?"라고 물어 보지만 지크는 "거시적으로 잘 됐지만 중간에 오산이 많았어."라고 답하자 마레의 두 소년 후보생들 가비와 팔코가 비행선에 타 있는 걸 확인하고 놀란다. 한 편, "마레 군부를 초토화시키고 군항과 다수 병력까지 제거했으니 침공은 지연됐다."는 에렌에게 "우리의 적은 마레가 아니라 세계 연합군이다."라고 반박한다. 그리고 에렌이 상관들과의 협의도 없이 마레에 '미끼'로서 단독 잠입하고 마구잡이로 조사병단을 끌어들인 걸 질책하며 넌 우리의 신뢰를 이용했고, 우린 너에 대한 신뢰를 잃었다는 착잡한 말을 덧붙인다.
그것도 잠시 사샤 블라우스가 가비가 쏜 흉탄에 피격당해 사망했다는 소식을 듣고 충격에 빠지고, 사샤의 죽음에 있어 근원을 제공한 당사자이자 사샤가 고기를 훔친 일을 회억하며 실의의 웃음을 일으키기 시작하는 에렌을 다 같이 보고만 있는다.

#### 파라디 섬 귀환 이후 한 달 간
그렇게 레벨리오 전투로부터 다음 날 아침에야 파라디 섬에 도착하자마자 리바이가 30여 명의 조사병들을 데리고 지크를 거대 나무의 숲에서 감시하고 있다는 걸 아는 유일한 인물이 된다. 사샤와 로보프를 포함한 여덟 명의 병사들의 장례식을 치르며 애도한 뒤 혼자서 지하감옥에 구금된 에렌을 면회하기 위해 찾아간다. 장발을 아니와 가비가 묶은 스타일로 묶어놓고는 싸울 수밖에 없다고 자기암시를 거는 에렌에게 바로 다음 화인 107화 시작부터 바로 튀어 나와 지금 "지금 뭐하는 거지?"라고 태클 걸 듯이 질문해서 독자들에게 묘한 웃음을 선사한다.
"거울에 비친 자기 자신에게 말하고 있었던 거지? "싸우자.", "싸워" 라고 "싸우자", "싸워" 하고 말했지. "싸우자", "싸워라" 라고 두 번씩이나. 뭐하고 싸우는데? 싸우라고 두 번 말했다는 건 2회전을 앞두고 한 말이었어?"
| “ | "그 머리, 난 멋있다고 생각해! 대충 한 머리처럼 보이게 하려고 한 노력을 느낄 수 있거든!!" | ” |

아무리 질문해 봐도 에렌이 입을 열지 않자 후자의 농담도 꺼내서라도 대화를 시도하려 했는데 뭐하러 왔냐고 소리지르는 에렌에게 "내가 일방적으로 퍼부은 거인 이야기를 넌 끝까지 들어 주었다."며 이번에는 역지사지로서 자신이 에렌을 이해하고 싶다는 의사를 보인다. 우린 더 이상 에렌을 믿지 않는다고 했지만 그래도 꿋꿋이 에렌을 이해해 주려는 것이다. 852년에 있었던 아즈마비토 키요미와의 첫 회담을 언급하며 히스토리아가 자손 생산 기계로 전락했는데도 넌 이제 히스토리아의 미래를 생각하지 않는 거냐고 묻는다. 그러나 에렌은 동문서답으로 난 전퇴의 거인을 섭취했으니 그 강력한 능력으로 언제든 영창에서 빠져 나갈 수 있다는 사실만을 말해 두고는 히스토리아를 희생시키지 않을 다른 방법이 있으면 당장 말해 보라고 멱살까지 들이잡으면서 화를 퍼붓자 질려 버렸다는 듯 손을 뿌리치고 밖으로 나간다. "에렌, 이놈 변태! 아직도 반항기인 거냐고? 애송이 자식!"이라고 반격한 뒤 정신적ㆍ육체적으로 너덜너덜해진 상태에서 죽은 에르빈을 향해 날 단장으로 지명한 게 너의 유일한 실책이었다고 토로한다.
109화 아침부터는 유난히 초췌해진 상태로 병단 본부 건물로 발걸음을 옮기다가 화가 난 군중과 언론인들을 상대하면서 힘겨운 하루를 시작한다. 그리고 건물 안에서는 에렌의 과격한 행동을 옹호하며 그의 해방을 주장하는 강경파 플록 포르스터와 트로스트 구 함락 사태 당시 미카사에게 구원받았던 신병 루이제, 홀거, 빔이 현재 에렌이 지하 감옥에 수감되어 있다는 기밀 정보를 민간인들에게 누설하자 이미 미카사와 장, 아르민, 코니에게 구속되어 있는 상태의 그들에게 왜 이런 짓을 했냐고 추궁한다. 플록은 이에 에렌을 영웅화하며 엄청난 적과 싸워서 '신생 엘디아 제국'에게 승리를 가져다 주었다고 주장하나 한지는 플록의 강한 주장에 반박하며 자신들이 태어나 자란 이 나라는 신생 엘디아 제국이 아니고 '엘디아 국'이라고 고친다. 그리고 '땅 고르기'를 실행에 옮긴다고 해도 지금으로선 불확실하고 남에게 들은 얘기밖에 안 되며, 자신들이 일으킨 침공으로 하여금 전 세계에게 파라디 섬에 대한 침공의 정당성을 주고 말았다고 얘기한다. 그리고 같이 듣고 있던 네 명의 104기 병사들에게 정보누설죄를 사유로 범인들을 수감시킬 것을 지시한다.
강경파가 온건파 병사들의 인도 하에 차례 대로 지하 감옥으로 이송하고, 혼자만 넓은 방에 남겨져 있을 때 자신이 이빨을 뽑고, 손톱 열 개나 뽑으면서까지 고문했던 젤 사네스가 자신을 원망하지 않고 진심으로 격려하며 해 주었던 충고("이런 배역에도 순번이 있어. 우리들이 배역에서 내려 와도 그 배역을 차지할 다른 누군가가 나타나게 될 거야. 힘 내야 한다, 한지." )를 떠올린다. 자신이 그토록 경멸하고, 조롱하던 그들이 권력의 중추에 있으면서 민간인들에게 진실을 은폐하고 다녔던 행동을 젤 사네스 전 중앙헌병단 간부의 예언 대로 자신이 똑같이 하고 있음을 뼈 저리게 체감하며 엄청난 분함을 느끼다가 "아직 조사할 게 남아 있어."라고 자리를 떠난다. 정황상 내분만 심화되어 가는 파라디 섬의 위급하기 짝이 없는 현 상황에 엄청난 부담감과 스트레스의 짐에 이리저리 치이면서 주도권도 잡지 못함에도 불구하고 그가 발 벗고 조사해야만 하는 무언가가 있는 것이다.
110화에서 밝혀진 바에 의하면 한지가 발을 벗고 조사 및 취조하러 간 대상은 다름 아닌 파라디 섬에 오고서부터 제 2의 모블릿 베르너이자 격의 없는 막역한 친구로 지내왔던 오니안코폰이었다. 간신히 다리우스 총통으로부터 전원의 주택에서 연금당하던 상태인 오니안코폰과 코앞 근처의 나무 그늘에서 사과를 먹으며 두 사람을 낱낱이 감시하는 남자 주둔병의 눈 아래에서도 오니안코폰과 사이 좋게 카드 게임도 즐기면서 둘만의 비밀스러운 대화를 나눈다. 안 그래도 오니안코폰은 다 함께 의기투합해서 마레를 전복시키자는 한 치도 떼 묻지 않은 순수한 의도로 파라디 섬에 많은 혜택을 가져다 주었을 뿐인데 자신들이 지크의 이중 첩자라는 의혹에 휩싸이고 이렇게 동료들과 함께 구금당한 상황에 대단히 실망해서 불만과 분통을 한꺼번에 터트린다. 병단이 옐레나와 에렌의 밀회 의회를 뒤늦게야 파악하고, 의용병단(실은 옐레나와 지크이다.)이 병단의 주권을 크게 침해했다는 정황을 알아낸 것도 감금 사유였다. 한지는 오니안코폰에게 눈으로 마주칠 면목이 없다는 심정을 토로한다. 순간 갑자기 얼굴을 오니안코폰에게 들이대면서 그를 당혹케 하는데 이건 오니안코폰이 정말로 거짓말을 하는지 사실을 말하는지 제대로 확인하기 위한 한지만의 탐지 방법. 한지는 오니안코폰은 거짓말을 하지 않는다는 걸 확신하고, 옐레나가 마침내 도트 픽시스와의 취조 끝에 에렌과의 밀회 의혹을 인정했다는 걸 알려 주어 그를 놀라게 만든다.
오니안코폰은 크게 놀라면서도 자신은 옐레나가 10개월 전쯤에 에렌과 밀회했다는 것도 모르고 있었다고 사실을 진술하여 옐레나는 의용병들 몰래 본인의 단독 행동으로 에렌과 따로 만나 접촉했다는 사실이 포착된다.
한지는 오니안코폰에게 지크의 최측근이자 의용병단을 선봉에서 이끌어 온 행동대장인 옐레나에 대해 알고 있는 모든 정보를 알려 줄 것을 요구한다. 지크와 옐레나 휘하의 의용병들이나 엘디아 국 병정이나 결국 두 사람의 의도도 모르고 이용당하기만 한다는 건 피차일반이었기 때문에 오니안코폰은 자발적으로 수사에 협조할 수밖에 없다. 나아가 잘만 수사에 결실이 생겨 아무런 수상한 점이 없다는 점을 증명해 보이면 동료 의용병들의 명예도 회복하고, 석방시킬 가능성도 마련할 수 있으니까.
오니안코폰은 다른 의용병 동료들과 함께 옐레나로부터 의용병단 입단하라는 말을 들었을 때부터 그를 알게 되었다고 설명한다. 처음에는 자신만이 아니라 다른 동료들도 왠지 꺼림칙하게 느껴져서 들어가기를 거부했지만 그가 국적과는 상관 없는 지고한 전우애를 쌓은 마레병이라도 자신들의 비밀을 알아 내면 가차 없이 처단해서 지크와 의용병단을 향한 충성심을 증명해 보인 결과 그 뒤로는 아무것도 모른 채 옐레나가 지시하는 대로만 따르게 되었다는 것이다. 이에 한지는 옐레나가 마레에 체류했을 때와 엘디아에 머물렀을 때의 마레인 동료들을 대하는 행동이 완벽하게 정 반대라고 지적한다. 마레에서는 한 솥밥을 나눠 먹은 전우라도 의용병의 존재를 눈치채면 가차 없이 죽이고 사고사로 위장시키는 것도 서슴지 않았던 옐레나가 이제 와서는 의용병들만이 아니라 포로로 잡힌 마레병들의 권익과 노동권 확보를 도모하려고 하기 때문이다. 언제는 병단이 포로들을 강제로 억류하려고 하자 손수 발 벗고 나서서 권익 신장을 외치기까지 하는 걸 수상히 여긴다. 오니안코폰은 옐레나가 갑자기 마레병들에 대한 태도를 뒤집은 건 분명 비밀 결사대의 비밀을 지키고자 어쩔 수 없이 살해한 마레병들에 대한 나름의 속죄로 보지만 결국 의문만 가중되어 가는 상황에서 한지는 오니안코폰에게 당분간 협동 조사하자고 부탁한다. 오니안코폰은 옆에서 감시 및 대기하는 주둔병의 존재가 신경 쓰여서 다소 거부감을 느꼈지만 다리우스 총통으로부터 허가권을 받아 내었으니까 안심하라고 하고는 일단 석방시켰다.
같은 시각, 병영에서는 에렌을 따르는 강경파 조사병들에 의해 총통이 폭발 테러로 사망하는 사태가 발생한다. 당일 밤 헌병단의 사단장인 나일 도크와 간부 로그, 주둔병들, 미카사와 아르민은 긴급 회의에 모여서 작클리 총통을 죽인 폭파범의 정체를 물색한다. 로그가 의용병 오니안코폰을 대놓고 용의자로 의심하자 곧바로 응해서 오니안코폰은 종일 자신과 동행하고 있었으며 다른 의용병들도 구금 중이라고 반박한다. 이에 아르민이 총통으로부터 특주 의자를 가지고 오라는 지시를 받은 조사병단 신병들이 본부 밖으로 슬그머니 빠져 나가는 모습을 목격했다는 정보를 보고하자 조사병단을 주범으로 지목한 헌병들과 주둔병들은 일제히 세 사람에게 시선을 모으고 노려 본다. 이번에는 주둔병 한 명이 황급히 달려 와서는 에렌 예거와 강경파의 탈옥 소식을 보고한다. 결국 107화에서 에렌에게 그대로 들은 대로 에렌은 이제 병영하고는 완전히 척을 진 채 자신만의 길을 찾아 나서 탈주했다. 나일의 명령으로 병단의 모든 병사들을 총동원해 에렌 수색 작업을 개시하고, 한지는 미카사와 아르민, 오니안코폰과 넷이서 마차에 탄 채 점점 걷잡을 수 없이 난해해져 가는 상황을 수습하고자 병영(兵営)으로 달려 간다. 하지만 내부 분열이 심화된 와중에 이미 마레의 스파이가 잠입했다는 것조차 모르고 있었다.

#### 니콜로의 레스토랑
그렇게 에렌과 그를 열렬히 신봉하고 추종하는 예거파 병사들, 신병들의 병단의 손아귀에서 완벽히 탈주한 직후의 난황을 그리는 《111화: 숲 속의 아이들(森の子ら)》에서는 휘하의 고참 부하들이자 현직 간부들인 미카사 아커만, 아르민 아를레르트, 장 키르슈타인, 코니 스프링거, 그리고 조사병단에 탈주하지 않고, 남아 있는 잔여 병력들을 데리고 다리우스 작클리가 사망한 병영의 한 방에서 헌병단의 단장 나일 도크와 나일 휘하의 동료들인 로그와 그 외의 헌병단원들과 일대일 구도로 대치한다.
이것이 111화에서 나온 한지가 첫 등장하는 모습. 테러 직후 총통이 가져 오라고 명령한 사유물인 고문용 특주 의자에 일정한 시간 내에 폭발하도록 설계된 시한폭탄을 설치하고 폭살시킨 테러범들인 조사병단 신병들, 그 외의 약 100여 명에 해당하는 각 병단의 병사들(조사병단, 헌병단, 주둔병단을 아울러)과 플록 일행을 담당하던 간수들이 실종되었다는 소식을 확인한다. 에렌과 그의 추종자들로 이루어진 비정규 조직, 군부 내 통칭 '예거파(イェーガー派)'는 일제히 자취를 감추었으며 자신들을 비판하는 나일에게 "사건이 이렇게 번진 것은 단장으로서의 내 책임에서 기인한 문제이지만 조사병단에게 아무런 통보도 하지 않고, 에렌을 멋대로 다른 병사에게 시조의 거인을 계승시키려던 헌병단의 독단도 한 몫했다."면서 반박하면서 말 그대로 냉기가 흐르는 설전을 주고 받는다. 중간에 도트 픽시스와 휘하의 주둔병단이 들어와 대립으로 번질 뻔한 조사병단과 헌병단을 중재한다. 픽시스로부터 자신이 리바이와 리바이를 따라간 30여 명의 정예 조사병들, 지크가 있는 위치를 알고 있는 병단의 유일한 인물이라는 걸 확인 받고, 세계와의 전쟁을 앞두는 현재에 같은 편끼리 서로를 적대하고 피를 흘려서는 안 된다는 것, 그리고 엘디아의 대다수 국민들의 열렬한 지지를 받는 조직이 된 예거파와의 평화 교섭을 위한 절차로 예거파 앞에서는 총통의 죽음에 대한 한 마디 건도 언급하지 말 것이란 경고를 명심한다.
회의 종료 후 남아 있는 104기 간부들인 미카사와 장, 아르민, 코니, 오니안코폰을 데리고 밖으로 나가면서 예거파가 맞는지 아닌지를 따지고 다투는 미카사와 코니를 중재하며 "분열이 촉박한 와중에 동료들끼리 싸우면 내전이라는 최악의 답밖에 나오지 않는다."고 일침을 가한다. 한 편, 이대로 지크와 예거파의 말을 따를 거냐는 장의 질문에 "그건 좋지 않다."고 강하게 선을 긋고 지크와 옐레나의 음모와 진정한 목적을 의심하며 일행을 데리고 마레인 포로 니콜로와 그리오르가 운영하는 레스토랑을 수사하러 간다. 그 레스토랑은 옐레나가 어떻게든 보호하려고 한 마레인들의 노동 환경 중 하나였는데 옐레나는 전에 감시병이었던 플록 포르스터를 구워 삶아 자기 편으로 끌어들여 보험을 준비해 두었던 적이 있는 만큼 그가 지키려 들었던 레스토랑도 옐레나의 음모가 숨겨져 있는 단서라고 추리했기 때문이다. 근데 레스토랑을 수사하던 도중 니콜로가 장으로부터 헌병단에게 상납하는 희귀 와인을 가로채는 수상한 장면을 목격. 이후 니콜로가 사랑하던 사람 사샤 블라우스를 살해한 가비 브라운을 죽이겠다고 온갖 난동을 피우고, 니콜로가 준 식칼로 딸을 죽인 가비를 죽이려는 듯한 사샤의 아버지에게 "이제부턴 조사병단에게 맡겨 달라."고 부탁하지만 그의 현명한 행동으로 해프닝이 중지된다. 그리고 가비를 지키려다 니콜로가 휘두른 와인병을 맞고 의식을 잃은 팔코 그라이스의 상태를 살피던 중 니콜로로부터 와인에 지크의 척수액이 섞여 있다는 진실을 접하게 된다. 마레인 포로들의 레스토랑이 지크와 옐레나의 음모와 연계되어 있을 거라는 한지의 추리는 진실과 완벽하게 일치한 것.
112화에 니콜로가 자백한 정보를 토대로 와인을 마셨을지 모를 블라우스 부부에게 얼굴을 헹굴 것을 지시한다. 그리고 오니안코폰에게 옆방에서 가비를 보호하고 있는 미카사와 아르민에게 와인의 비밀을 알리라고 부탁한 뒤 장, 코니, 니콜로 셋이서 와이셔츠 차림으로 팔코를 소독시키기 위해 탈의하고 주방 싱크대에 거품 목욕까지 한다. 하지만 픽시스의 교섭 제안을 거부하고 옐레나의 스파이 그리오르의 연락을 받아 레스토랑을 점거한 예거파에게 총기 위협을 받는다. '병단이 지크를 숨긴 장소를 알고 있는 유일한 인물'이라 예거파가 가장 필요로 하는 요인이었기 때문.
| “ | 진정해! 플록! 우린 모두 지크의 손아귀에 놀아나고 있었어! 와인에 지크의 척수액이 들어 있었다고! | ” |

한지는 일체의 대화도 통하지 않고 일방적인 무력 행사를 걸고 들어오는 예거파를 최후의 설득으로 막아 보고자 했지만 실패하고 일행과 함께 시간시나 구로 끌려 간다.
113화에서 시간시나 구로 향하는 길에 같은 마차에 타 있던 팔코가 '경직'을 느낀 것 같은 조짐을 보이자 지크가 '포효'를 발동한 것과 팔코가 이미 척수액을 마셔 지크와 '길'이 연결되었다는 사실을 알고 창백한 얼굴을 짓는다. 레스토랑에 같이 있었던 일행이 모두 구금된 후 혼자서만 예거파에게 밧줄로 포박된 상태로 끌려나가 시간시나 구 병단 지부에서 109기 남부 훈련병단을 지도 중인 키스 샤디스 남부 훈련병단 단장과 오랜만에 재회한다. 플록이 109기 남부 훈련병단 앞에 키스를 시대에 뒤쳐진 퇴물 취급하며 예거파로 들어오기 위한 통과의례로 구타할 것을 명령하자 멍청한 짓 하지 말라고 만류하려 한다. 하지만 키스 샤디스는 한지를 말리며 자진해서 훈련병들의 구타를 받아 주고, 한지는 아무것도 하지 못하고 지켜볼 수밖에 없었다. 그리고 "지크가 어딨는지 가리켜 주면 넌 구타하지는 않겠다."는 플록의 경고에 얼굴도 마음도 침울해진다. 예전만 해도 키스의 진실을 알게 되었을 때 "인류의 진보에 심장을 바치기 위해서가 아니라 열등감과 절망 때문에 소속을 바꾼 것이냐."하고 분노했던 한지였다. 그러나 그 역시 과거의 키스와 사네스가 밟았던 절차 대로 단장으로서 아무런 공적을 쌓지 못하고 예거파와 부하들을 제외한 사방 모두에게 암묵적으로 '이룬 게 없는 무능한 단장' , '구세대의 병정과 한 치 다를 게 없는 부패한 정부 요인' 취급을 받고 있으니, 처한 입장이 똑같아진 한지로서는 키스에게 동질감과 연민을 느꼈을 것이다.
115화에 결국 플록의 협박에 굴복한 한지는 그를 비롯한 예거파의 소수 병력을 데리고 월 마리아의 거대 나무 숲 바로 앞까지 도착한다. 그런데 숲에서 멀지 않은 근처에 폭발음이 터지자 곧바로 뇌창이 터지는 소리임을 알아 채고 의문을 품는다. 폭발음이 터진 장소를 조사하러 갔다가 강변 근처에 뇌창의 폭발로 반죽음이 된 리바이 아커만을 발견한다. 플록은 또 다른 위협이 제거됐으니 잘 됐다며 확인사살을 하려 한다. 한지는 전에도 이런 실험 사고가 일어난 적이 있었다는 근거로 이미 내장 파열로 사망했다는 결론을 내리지만 직접 맥을 짚어서라도 생사를 확인하겠다는 플록의 말에 얼굴이 굳는다. 그 사이 수수께끼의 여자아이와의 접촉으로 무지성 거인화된 조사병의 몸 안에서 부활한 지크를 노려보곤 예거파의 시선이 지크로 쏠린 틈을 타서 리바이를 데리고 강물에 뛰어든다. 예거파의 몇몇 병사들이 곧바로 뒤쫓아갔지만, 이후의 행방은 불명.